# Sumbar
Sumbar je řeka v Íránu (Golestán) a Turkmenistánu (Balkan). Částečně tvoří jejich vzájemnou hranici. Je 245 km dlouhá. Povodí má rozlohu 8 300 km².

## Průběh toku
Pramení v pohoří Kopetdaga v Íránu. Hlavním přítokem je řeka Čandyr zleva. Ústí zprava do řeky Atrek.

## Vodní stav
Hlavním zdrojem vody jsou podzemní prameny a déšť. Na dolním roku na dva až pět měsíců v roce vysychá.

## Využití
Využívá se na zavlažování. Dolina řeky je oblastí subtropického sadovnictví.